# Weehawken
Weehawken è un comune degli Stati Uniti d'America, nella Contea di Hudson, nello Stato del New Jersey. Come da censimento del 2010 degli USA, la comunità conta 12.554 abitanti. La città fa parte dell'area metropolitana di New York.

## Infrastrutture e trasporti
La città è servita dalla tranvia Hudson-Bergen.